# صالح هبرة
صالح أحمد هبرة، هو سياسي يمني وقيادي سابق في حركة أنصار الله الحوثيون وأحد المؤسسين الأوائل للحركة في محافظة صعدة. كان يشغل منصب رئيس المكتب السياسي للحركة حتى عام 2014 قبل أن يشغل المنصب صالح الصماد، كما كان أحد أعضاء هيئة رئاسة مؤتمر الحوار الوطني، وممثلاً للحركة في المؤتمر.

## انشقاقه عن حركة أنصار الله
انشق هبرة عن الحركة بسبب ما أسماه بفساد وعنصرية الحركة في إدارة الدولة وتحول الحركة إلى عصابة والدولة إلى دولة طائفية تستمد مشروعيتها من فرد - ويقصد به زعيم الحركة عبد الملك الحوثي - الذي اختزل في نفسه كل سلطات الدولة وعبر مكاتب لا تمثل سوى مكاتب تحويلات. كما اتهم قيادات الحركة باستغلال الدين لخداع البسطاء والفقراء والمساكين. وكان هبره قد أعلن انشقاقه رسميًا عن الحركة الحوثية منتصف عام 2022 بعد تلقيه تهديدات بالتصفية والقتل، محملا الحركة كامل المسؤولية - دون أي طرف آخر - في حال حصل له أي مكروه متهما أطراف في الحركة بمحاولة قتله مع الدكتور عبد الكريم جدبان في الحرب الرابعة، ودعا أبناء القبائل إلى الانسحاب من الجبهات نظرًا لأن هناك تصفية عرقية لصالح أسرة واحدة داخل الحركة؛ في إشارة إلى أسرة زعيمها عبدالملك الحوثي. وأشار القيادي الحوثي الى أن الحرب التي أشعلها الحوثيون، تتبنى عداوة الجميع، ولا تؤمن بالتعايش مع أحد؛ فالجميع في نظرها إما مُتّهم أو متآمر. وجدد هبرة اتهامه للحركة بالضلوع في تصفيات جسدية طالت عددا من أبرز "القادة المتنورون في الحركة" مثل الدكتور أحمد شرف الدين ومحمد عبد الملك المتوكل، وعبد الكريم الخيواني والقاضي المحطوري والدكتور جدبان وحسن زيد وصالح الصماد، في محاولة منها لتجفيف منابع فكر التعايش ودعاة «الدولة المدنية». كما حمّل جماعة الحوثي مسؤولية "تشويه كل ما أنجزته ثورة 26 سبتمبر وحققته من تغيير لدى الأجيال اليمنية خلال الخمسين عامًا الماضية، من خلال تجريف وتدمير كل ما انشأته الثورة من بنى تحتية في كافة المجالات، إما بتفجيرها أو بإهمالها، من خلال عملية تدمير ممنهجة؛ وبما يحقق طمس كل مظاهر الثورة والجمهورية.
وكان هبرة قد اعتقل في صنعاء في ديسمبر 2015 ونقل إلى محافظة صعدة بعد يومين من مطالبته بصورة سرية لزعيم جماعة الحوثي عبدالملك الحوثي بالإفراج عن القيادي في حزب التجمع اليمني للإصلاح محمد قحطان نظرًا لتدهور حالته الصحية، وقد أفرجت السلطات الحوثية عن هبرة في وقت لاحق.